# Rats-Apotheke (Flensburg)

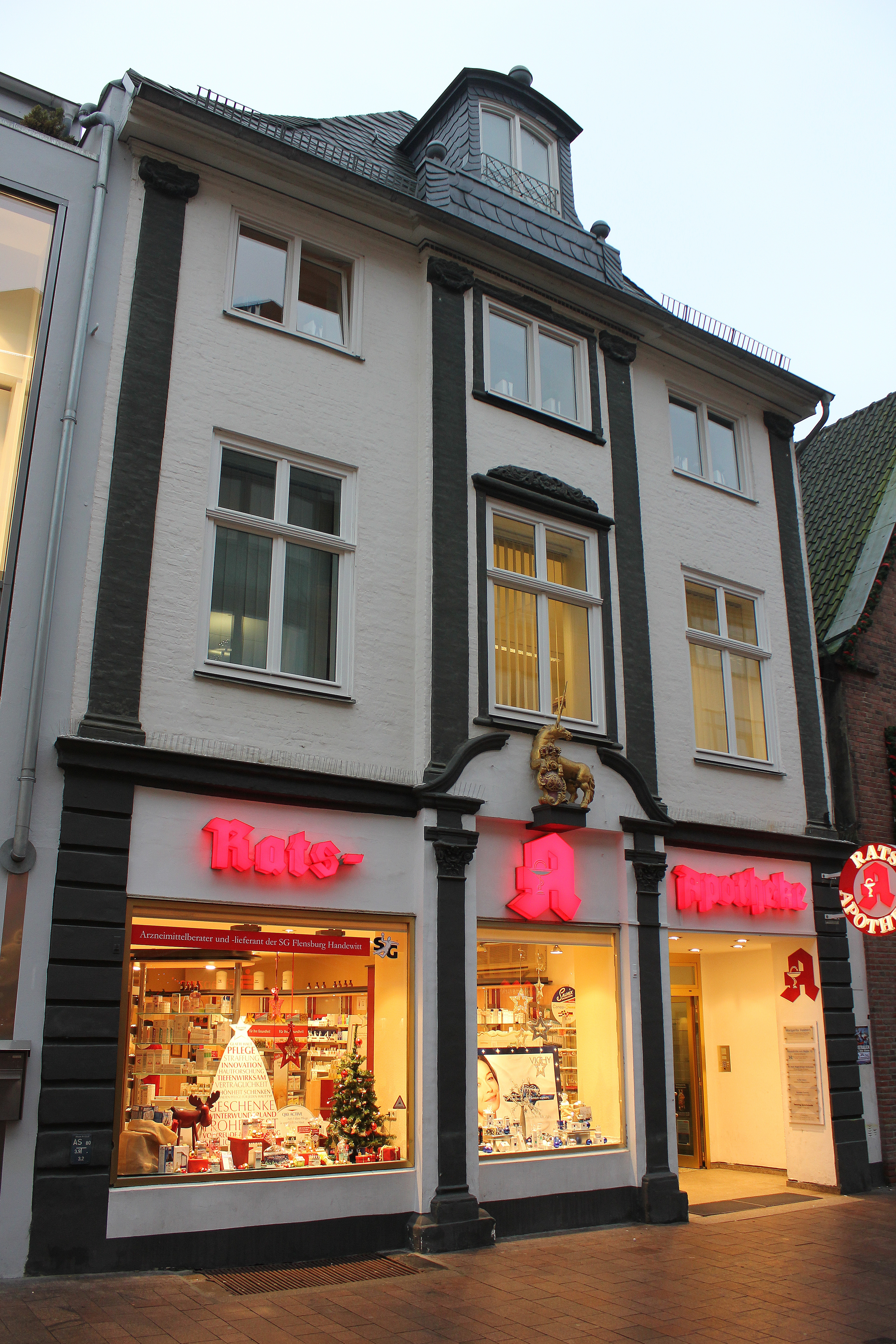
Die Rats-Apotheke zur Adventszeit, 2011

Die Rats-Apotheke auf dem Holm Nr. 13 in der Flensburger Innenstadt ist eines der Kulturdenkmale des Stadtteils.

## Hintergrund
Das heutige Gebäude entstand aus einem Giebelhaus des 15. Jahrhunderts. Am 3. Mai 1485 wurde der südliche Teil der Stadt durch eine Feuersbrunst zerstört. Der Holm war ebenfalls betroffen. In der Zeit danach wurde der gesamte betroffene Bereich der Stadt wieder neu aufgebaut.
1604 wurde die Rats-Apotheke in dem Gebäude eingerichtet. Sie ist nicht die älteste Apotheke des Landesteils Schleswig. Das Unternehmen ist dreizehn Jahre älter als die Löwen-Apotheke in Eckernförde. In der Stadt Flensburg stellt sie die älteste Apotheke und Firma dar. Der Name „Rats-Apotheke“ deutet auf den nahgelegenen Thingplatz, auf dem sich früher der Rat versammelte und wo später das erste Rathaus der Stadt errichtet wurde.
Die am Gebäude befindliche Einhorn-Skulptur stammt aus dem 18. Jahrhundert, vermutlich aus der Zeit zwischen 1745 und 1766. Trotz ihrer markanten Einhorn-Figur lautet der Apothekenname also nicht Einhorn-Apotheke. Die Apotheke ist also nicht mit der ehemaligen Einhorn-Apotheke im Stadtbezirk Friedheim zu verwechseln. Das Einhorn, das ungewöhnlicherweise über sein eigenes Gesäß hinwegblickt, besitzt eine gekrönte Kartusche, die das Spiegelmonogramm „F5“ beherbergt. Dieses verweist auf Friedrich V. von Dänemark und Norwegen. Bei der Skulptur handelt es sich um eine Sandstein-Kopie von 1952. Das Original der Skulptur befindet sich im Fundus des Museumsberges.
Um 1750 wurde das Gebäude um drei Geschosse erhöht. In dieser Zeit entstand wohl auch die neue Fassade mit dem abgewalmten Dach des Gebäudes. Der Kern des Gebäudes aus dem 15. Jahrhundert blieb aber offenbar erhalten. 1966 wurde der Eingang auf die rechte Seite des Gebäudes verlegt. Das Erscheinen des Gebäudes damit erheblich verändert. Das Innere ist heute weitgehend verändert. Erhalten blieb der Keller aus dem 16. Jahrhundert, Reste eines Saales mit Stuckarbeiten die wohl aus dem 18. Jahrhundert stammen sowie spätgotische rote Klosterziegel die verbaut wurden.